# 瑟拉恰鄉
47°28′N 22°19′E / 47.467°N 22.317°E
瑟拉恰鄉（羅馬尼亞語：Comuna Sălacea, Bihor），是羅馬尼亞的鄉份，位於該國西北部，由比霍爾縣負責管轄，面積64平方公里，海拔高度115米，2007年人口3,141，人口密度每平方公里49人。